# Top-downperspectief
Een top-downperspectief is een camerahoek die in computerspellen gebruikt wordt. Men spreekt hiervan als de speelwereld van bovenaf wordt bekeken. Voorbeelden hiervan zijn Grand Theft Auto, Grand Theft Auto 2, Civilization, RollerCoaster Tycoon en Railroad Tycoon.
Het top-downperspectief kan zowel orthografisch als isometrisch zijn. De orthografische projectie is het eenvoudigst te berekenen. In deze projectie wordt alles loodrecht van boven bekeken. De isometrische projectie wordt onder andere gebruikt in de eerste De Sims- en Command & Conquer-spellen. Hierbij wordt alles vanaf een hoek bekeken.